# Gaio Bruzio Presente
Gaio Bruzio Presente, nato come Lucio Fulvio Gaio Bruzio Presente Laberio Massimo (in latino: Lucius Fulvius Gaius Bruttius Praesens Laberius Maximus; 119 – dopo il 180), è stato un senatore romano
che ha ricoperto numerosi incarichi imperiali durante i regni degli imperatori Antonino Pio, Marco Aurelio e Commodo, ed è stato due volte console. Sebbene fosse il destinatario di una delle lettere di Plinio il Giovane (Epistulae , vii.3), la maggior parte di ciò che sappiamo su di lui proviene dalle iscrizioni.

## Biografia

### Origini famigliari ed adolescenza
Nato e cresciuto nell'antica città di Volcei, in Lucania, per quanto si sa unico figlio, dal console e senatore Gaio Bruzio Presente Lucio Fulvio Rustico, e dalla ricca ereditiera Laberia Ostilia Crispina nel suo secondo matrimonio. Sua madre era la figlia di Manio Laberio Massimo, un generale che fu anche due volte console. A giudicare dalle presunte date dei suoi primi incarichi, doveva essere nato intorno all'anno 119.

### Carriera politica
Ha servito come tribuno militare nella Legio III Gallica in Siria, probabilmente nel 136 circa, quando suo padre governava la provincia. All'inizio del regno di Antonino Pio la famiglia era evidentemente tenuta in grande favore: il padre prese il suo secondo consolato nel 139 come collega del nuovo imperatore, e il figlio fu elevato al rango di patrizio nello stesso periodo. Ha continuato a ricoprire l'ambita posizione di questore augusti con Antonino.
Il suo primo consolato cadde nel 153: era console ordinario, iniziando l'anno con Aulo Iunio Rufino come suo collega. Continuò a prosperare sotto Marco Aurelio: come suo padre, fu proconsole d'Africa, nel 166-167. Nel 178, il figlio di Marco Aurelio, il futuro imperatore Commodo, sposa la figlia di Lucio Fulvio, Bruttia Crispina, e Marco Aurelio lo nomina console per l'anno 180. Il 3 agosto 178, fu uno di coloro che accompagnarono Marco Aurelio ed il giovane Commodo nel cosiddetta expeditio Germanica secunda contro Quadi, Iazigi e Marcomanni, ricevendo decorazioni militari per la sua partecipazione nella campagna. Ha tenuto nuovamente il fascio nel 180, di nuovo come console ordinario, con Sesto Quintilio Condiano come suo collega.

## Discendenza
Ebbe due figli da una donna sconosciuta: un figlio, il futuro console Lucio Bruzio Quinto Crispino, e una figlia, la futura imperatrice Bruzia Crispina.